# Stockholms vattenfestival
Stockholms vattenfestival (engelska: Stockholm Water Festival), vanligen kallad Vattenfestivalen, var en i början av augusti årligt återkommande stadsfestival i Stockholm, arrangerad av Stockholm stad åren 1991–1999.

## Festivalen
Under festivalen hölls bland annat "Vattenmästerskap i fyrverkeri" (ofta kallat VM i fyrverkeri). Fyrverkeritävlingarna var ett av de mest populära inslagen och sändes i TV. Efter fem år med kvalificeringsheat mellan fem lag (1991–1995), avslutades det 6:e med en ”final” mellan de fem tidigare vinnarna. Reglerna var sådana att svenska företag inte fick vara med under dessa sex år. 1997–1998 var endast svenska lag med och 1999 ersattes fyrverkerierna med en lasershow.
Evenemanget hade karaktären av folkfest, med mycket folk på gator och torg och många samtidiga evenemang i olika delar av staden. Under festivalen delades Stockholm Water Prize ut, och det var meningen att festivalen skulle ha miljöinriktning.
Festivalen drog många turister till Stockholm. År 1999 lades festivalbolaget ner. Bland annat angavs motivet att bolaget hade för stora åretruntkostnader.

## Jas-incidenten
Under vattenfestivalen 1993 den 8 augusti havererade ett Jas 39 Gripen-flygplan på Långholmen under en flyguppvisning. Detta satte stopp för vidare uppvisningar resterande festivalår. Planet slog i marken nära Västerbron och vid nedslagsplatsen finns idag ett monument, JAS-minnet.

## Bilder från Vattenfestivalen 1994

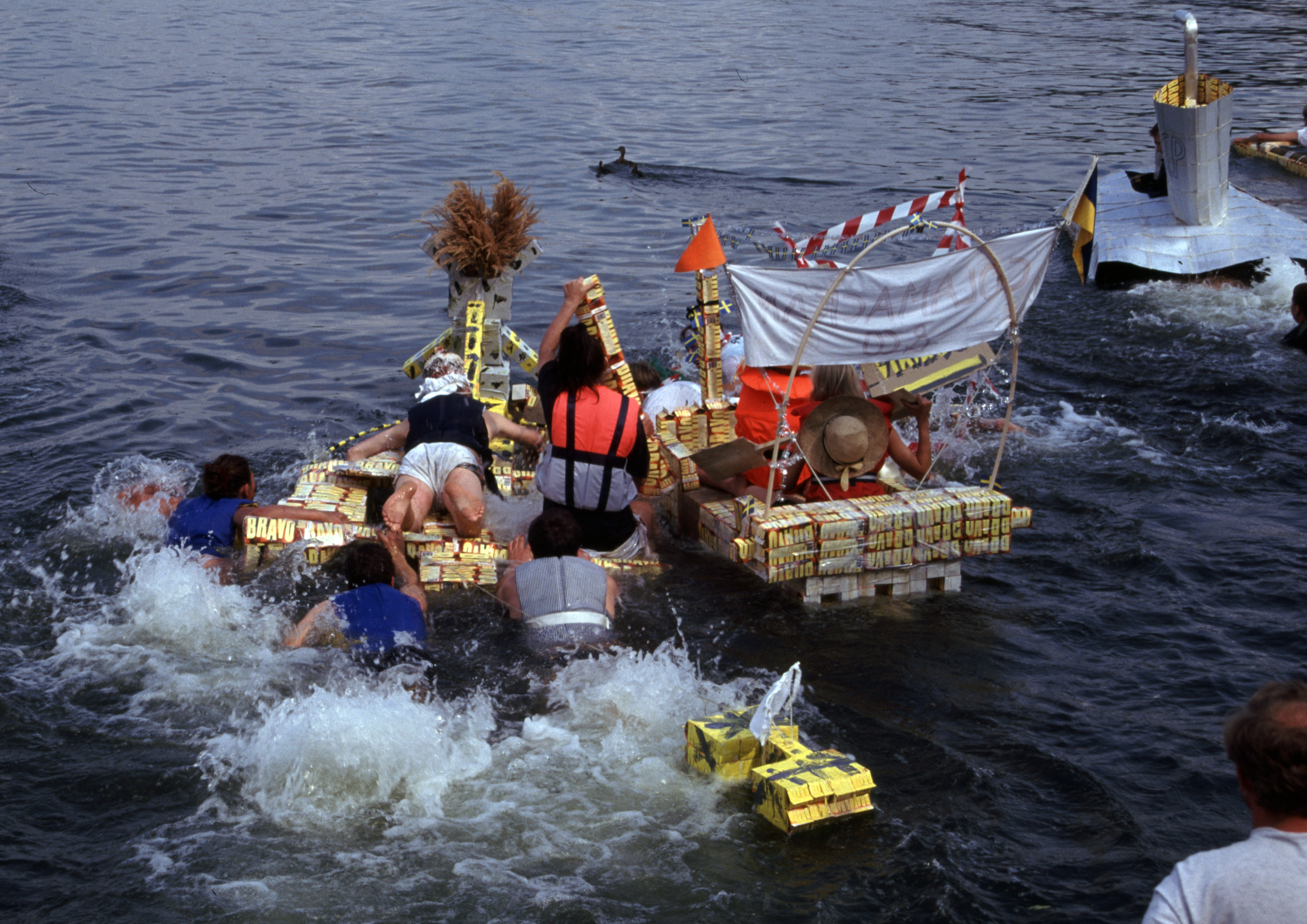
Mjölkkartongracet
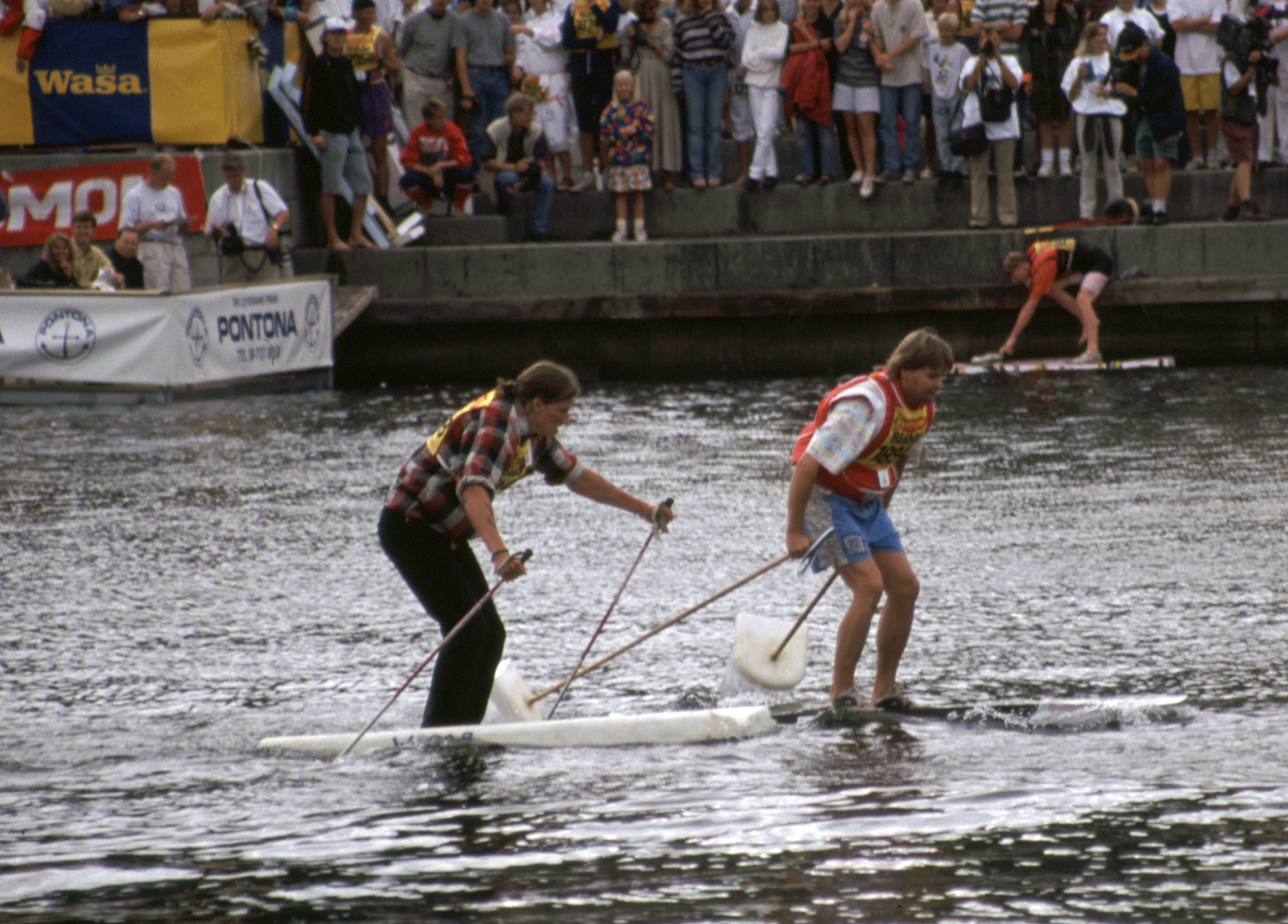
Vasaloppet på Strömmen
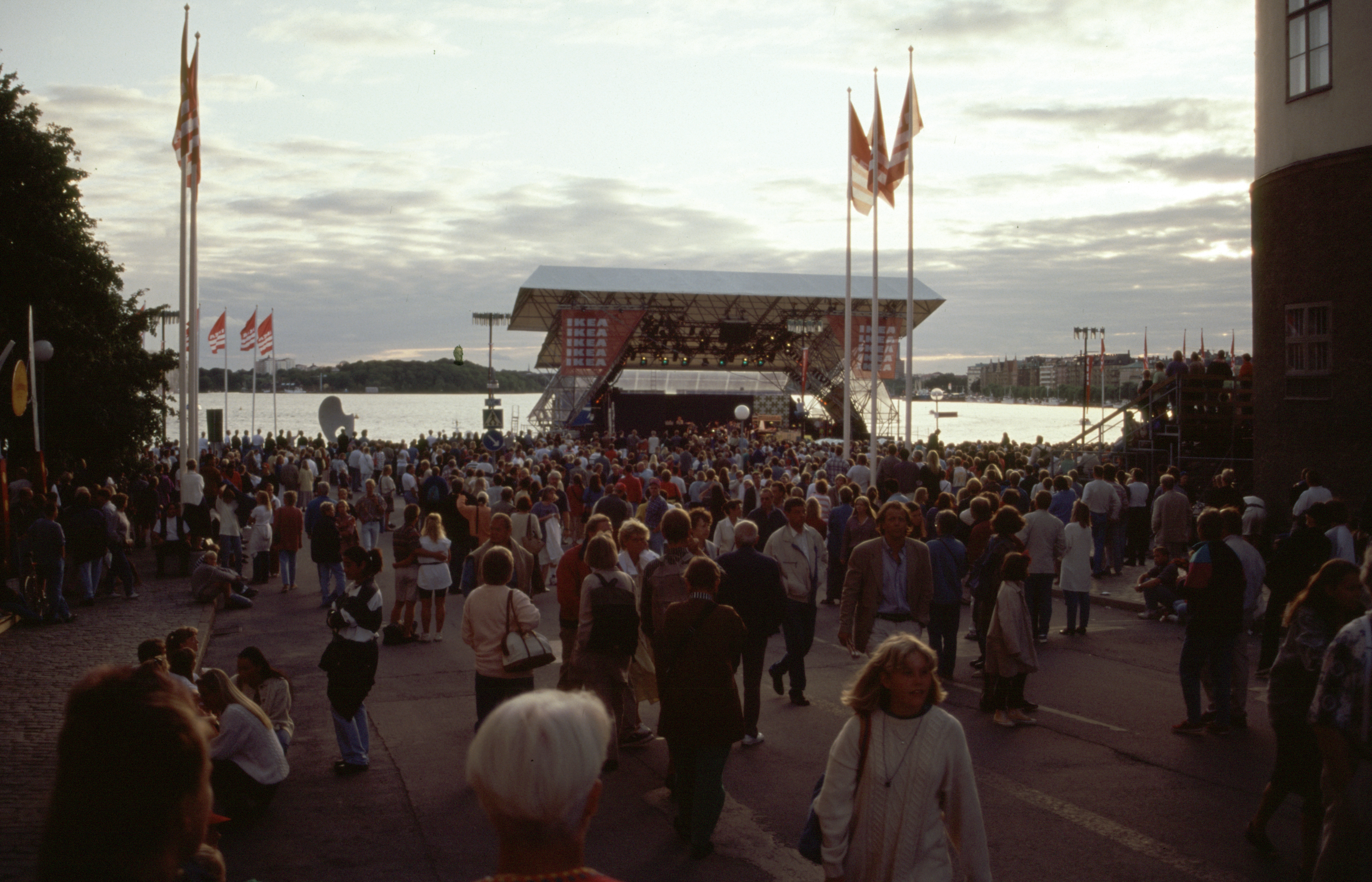
Stora Scenen, Riddarholmen
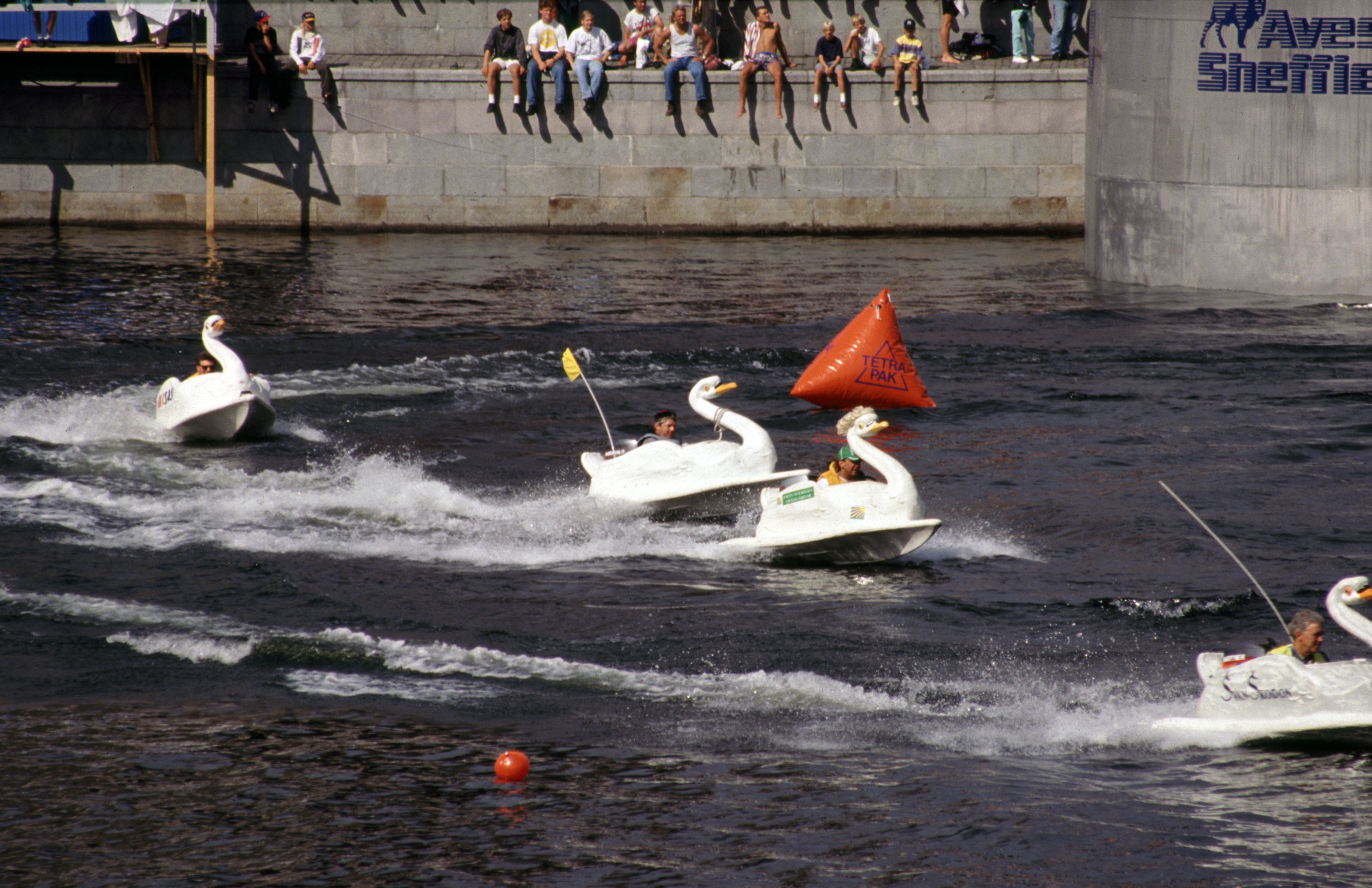
Svanrace på Strömmen
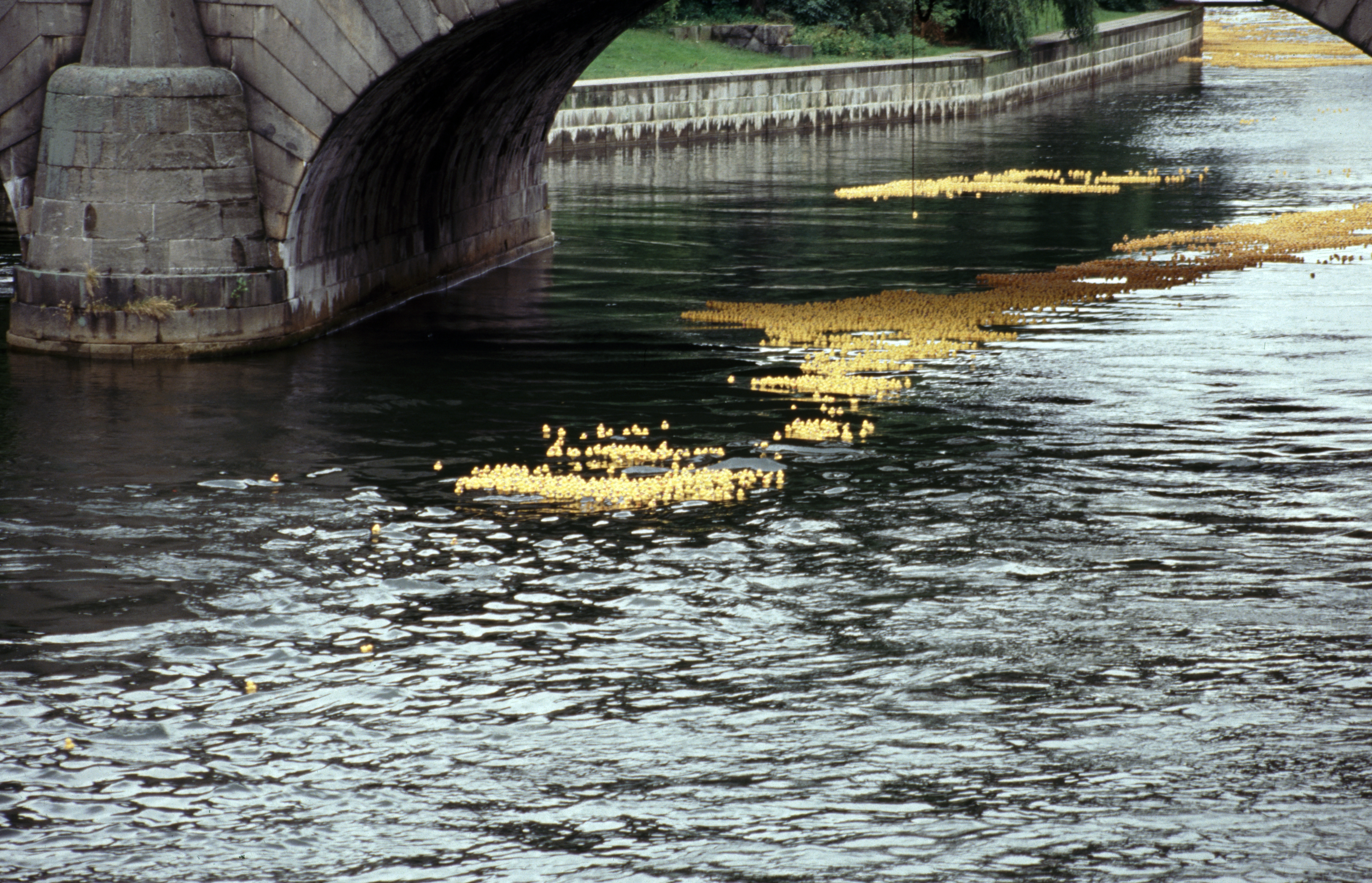
Ankracet under Norrbro

### Fotnoter
1. ↑  ”20 år sedan kraschen på Långholmen”. Svenska dagbladet. 8 augusti 2013. Arkiverad från originalet den 20 december 2016. https://web.archive.org/web/20161220131623/http://www.svd.se/20-ar-sedan-kraschen-pa-langholmen/om/sverige. Läst 10 december 2016.